# Ernest I Wyznawca
Ernest I Wyznawca, niem. Ernst I. der Bekenner (ur. 26 czerwca 1497 r., zm. 11 stycznia 1546 r.) – książę Lüneburga-Celle od 1522 z dynastii Welfów.

## Życiorys
Ernest był drugim synem księcia lüneburskiego Henryka II Średniego oraz Małgorzaty, córki elektora saskiego Ernesta. Wraz ze starszym bratem Ottonem od 1512 studiował w Wittenberdze, gdzie kształcił ich m.in. Georg Spalatin, poznali też zapewne Marcina Lutra. Po zakończeniu pobytu w Wittenberdze bracia udali się w 1518 na dwór króla Francji Franciszka I, o którego wyniesienie na tron cesarski starał się ich ojciec.
Po ucieczce ojca do Francji w 1520 i jego zrzeczeniu się tronu w 1522 Otto i Ernest wspólnie objęli rządy w księstwie lüneburskim, mocno przez ojca zadłużonym. W 1527 r. dokonali podziału ojcowizny: skłócony z ojcem w związku z wyborem małżonki Otto zrezygnował ze współrządów i objął samodzielne rządy w mniejszej części księstwa z Harburgiem (zapoczątkował wygasłą w 1642 r. linię książąt lüneburskich na Harburgu); Ernest zatrzymał większą część księstwa z ośrodkiem w Celle. W tym samym roku nie pozwolił sobie odebrać tronu przez ojca, który podjął próbę powrotu na tron, wspierany przez katolików, niechętnych wspieraniu protestantyzmu przez młodych książąt. 
W 1529 Ernest zaprowadził luteranizm w swoim księstwie (jego przydomek pochodzi od przyjęcia przezeń wyznania augsburskiego). Jednym z najbliższych współpracowników księcia został mianowany superintendentem Urbanus Rhegius. Był bardzo aktywnym uczestnikiem związku szmalkaldzkiego, pozyskując dla niego wielu członków oraz broniąc jego interesów w północnych Niemczech. Starał się także umocnić swoją władzę i zreformować ustrój księstwa, powołując m.in. sąd dworski. 
W 1539 r. Ernest oddał kolejnemu, młodszemu bratu Franciszkowi część księstwa z miastem Gifhorn. 

## Potomkowie
Ernest w 1528 r. poślubił Zofię (ur. 1508, zm. 1541), córkę księcia Meklemburgii-Schwerin Henryka V Zgodnego. Z małżeństwa tego pochodziło dziesięcioro dzieci:
- Franciszek Otto (ur. 1530, zm. 1559), następca Ernesta, książę Lüneburga-Celle od 1546,
- Fryderyk (ur. 1532, zm. 1553),
- Henryk (ur. 1533, zm. 1598), książę Lüneburga-Celle od 1559, książę Lüneburga-Dannenberga od 1569,
- Małgorzata (ur. 1534, zm. 1596), żona Johannesa von Mandfeld-Hinterort,
- Wilhelm (ur. 1535, zm. 1592), następca Franciszka Ottona, książę Lüneburga-Celle od 1559,
- Urszula (ur. 1536, zm. 1538),
- Katarzyna (ur. 1537, zm. 1540),
- Elżbieta Urszula (ur. 1539, zm. 1586), żona Ottona IV, hrabiego Schaumburga,
- Magdalena Zofia (ur. 1540, zm. 1586), żona Arnolda von Bentheim und Steinfurt,
- Zofia (ur. 1541, zm. 1631), żona Poppona XII, hrabiego Hennebergu.